# Museo de la Madera de Caso
El Museo de la madera de Caso,  pertenece a la red de museos etnográficos de Asturias y se encuentra en la localidad asturiana de Veneros, en Caso (España).
Ocupa una casona del siglo XVI y está dedicado a la importancia de la madera en la vida tradicional de los pueblos de Asturias.

## El museo
El edificio tiene dos plantas:
- En la planta baja se encuentra la exposición sobre las herramientas y el bosque. Se exhiben diferentes tipos de maderas y su uso cotidiano. En esta parte también se puede ver todo lo relacionado con la tala y el corte de la madera.
- En la planta superior encontramos una extensa exposición de zapatos de maderas, no solo provenientes de Asturias sino de diferentes lugares tanto de España como de Europa. En esta sección se muestran además diferentes útiles del madreñero.

### Ampliación
La ampliación ha consistido en un nuevo edificio situado en un anexo a la sede inicial. Esta ampliación ha dado cinco nuevas secciones. Estas secciones son:
- Herramientas: Aquí podemos ver las herramientas usadas en la carpintería.
- Elementos de un hórreo.
- Muebles
- La madera en el mundo de los intruentos musicales como la gaita, castañuelas, etc.
- Cestería.